# La ridícula idea de no volver a verte
La ridícula idea de no volver a verte es un libro escrito por Rosa Montero sobre el duelo, el feminismo y Marie Curie publicado el año 2013. Recibió el premio de la crítica de Madrid en el 2013.

## Sinopsis
La ridícula idea de no volver a verte surge desde un hecho biográfico de la autora, la pérdida de su pareja Pablo y la necesidad de transitar el duelo (psicológico) a nivel personal. Este hecho puntual se transforma en ficción novelada al realizar un análisis del duelo de otra mujer, el reflejado en diversas biografías de Marie Curie tras la muerte de su esposo Pierre Curie, así como las cartas que nos han llegado escritas por Marie Curie en el año de luto que mantuvo.

## Estructura
El libro se estructura en dieciséis capítulos y un final de agradecimientos y conclusiones, con un apéndice final que incluye el diario de Marie Curie escrito entre abril de 1906 y abril de 1907, el año posterior a la muerte de su cónyuge que guardó luto y transitó el duelo por la pérdida. Las diferentes biografías que referencian todos los datos aportados se incluyen en los agradecimientos, desde el libro escrito en 1937 por la hija pequeña de Marie y Pierre Curie, Éve Curie, a la biografía escrita por Bárbara Goldsmith en 2005, pasando por la de Sarah Dry de 2006 y el libro más científico que biográfico escrito por José Manuel Sánchez Ron en 2009, o el de Belén Yuste de 2011. Una buena selección realizada con el objetivo de analizar los sentimientos de una mujer tras la muerte de su pareja, así como las presiones sociales sobre la mujer en la época en la que vivió Marie Curie, final del siglo XIX y principios del siglo XX.

## Reconocimientos
- 2013 Premio de la Crítica de Madrid en la categoría de narrativa.[2]